# 片岡勇三郎
片岡 勇三郎（かたおか ゆうさぶろう、1857年1月31日（安政4年1月6日）- 1906年（明治39年）8月30日）は、明治期の農業経営者、政治家。衆議院議員、埼玉県比企郡出丸村長。

## 経歴
武蔵国比企郡下大屋敷村（のちの埼玉県比企郡出丸村、現:比企郡川島町）で、代々里正を務めた片岡家に生まれる。農業を営んだ。
戸長、水利土功会議員、出丸村長、埼玉県会議員、同常置委員、同参事会員などを務めた。この間、地租の軽減、養蚕改良、廃娼、条約改正反対などに尽力した。
進歩党から自由党に移り、1898年3月、第5回衆議院議員総選挙で埼玉県第二区から出馬して当選し、衆議院議員を一期務めた。